# Nomenclature IOTA
Pour les articles homonymes, voir IOTA.
En France, la nomenclature des installations, ouvrages, travaux et activités (IOTA) se définit comme un catalogue de projets, d’activités, de produits caractérisés par leurs impacts touchant au domaine de l’eau qui est annexé à l'article R. 214-1 du code de l'environnement. L’encadrement juridique des activités IOTA est semblable à celui des installations classées pour la protection de l'environnement (ICPE). 
En effet, par  la nomenclature IOTA, des installations, ouvrages, travaux et activités sont soumis à autorisation (A) ou déclaration (D) (ou non classés (NC)) au regard de différents critères : de prélèvements ou de rejets en eau, d’impacts sur le milieu aquatique ou sur la sécurité publique, d’impacts sur le milieu marin.
Dans le cadre de la simplification administrative, à partir du 1er mars 2017 une autorisation environnementale unique (ou permis unique) est mise en place pour les IOTA et les ICPE soumises au régime de l'autorisation,,.

## Définition
L'article L. 214-1 du code de l'environnement définit les IOTA comme « les installations, les ouvrages, travaux et activités réalisés à des fins non domestiques par toute personne physique ou morale, publique ou privée, et entraînant des prélèvements sur les eaux superficielles ou souterraines, restitués ou non, une modification du niveau ou du mode d'écoulement des eaux, la destruction de frayères, de zones de croissance ou d'alimentation de la faune piscicole ou des déversements, écoulements, rejets ou dépôts directs ou indirects, chroniques ou épisodiques, même non polluants ».
Ces IOTA sont listés dans une nomenclature et soumis à autorisation ou à déclaration suivant les dangers qu'ils présentent et la gravité de leurs effets sur la ressource en eau et les écosystèmes aquatiques compte tenu notamment de l'existence des zones et périmètres institués pour la protection de l'eau et des milieux aquatiques.
À noter que les usages domestiques de l'eau, c'est-à-dire tout prélèvement inférieur ou égal à 1 000 m3/an, qu'il soit effectué par une personne physique ou morale et qu'il le soit au moyen d'une seule installation ou de plusieurs, ainsi que tout rejet d'eaux usées domestiques dont la charge brute de pollution organique est inférieure ou égale à 1,2 kg de DBO5, sont exclus de la nomenclature IOTA.
Par ailleurs, les ICPE étaient également exclus de cette nomenclature étant donné que les rejets aqueux étaient déjà réglementés par la législation ICPE. Or, cela n'a plus lieu d'être depuis la mise en place de l'autorisation unique, ce qui explique la modification de l'article L. 214-1 du code de l'environnement afin de ne plus exclure les ICPE.

## Historique réglementaire

### Mise en place de l'autorisation unique de 2014 à 2017
Dans le cadre du « choc de simplification », « sans régression de la protection de l'environnement », souhaité par le président de la République François Hollande, une triple expérimentation a été conduite de 2014 à 2016, dans quelques départements, afin de mesurer la faisabilité d'un dispositif de certificat de projet, d'autorisation unique en matière d'ICPE et de IOTA,,,.
À la suite de ces expérimentations, les textes juridiques permettant d'étendre le dispositif à l'ensemble du territoire français ont été publiés le 26 janvier 2017 et entrent en vigueur le 1er mars 2017,,.
Les principaux objectifs de cette réforme, en accompagnement de celles liées à l'étude d'impact et à l'enquête publique, sont notamment de, :
- Apporter une simplification des procédures et des délais réduits pour les pétitionnaires, sans diminuer le niveau de protection environnementale,
- Apporter une meilleure vision globale de tous les enjeux environnementaux d’un projet pour les services instructeurs, comme pour le public.
- Renforcer le projet en phase amont, par une anticipation, une lisibilité et une stabilité juridique accrues pour le porteur de projet.

## Classification IOTA
La classification IOTA permet de définir si les installations, ouvrages, travaux et activités sont soumis à autorisation (A) ou déclaration (D) (ou non classés (NC)).

### IOTA soumises à déclaration (D)
Les installations, ouvrages, travaux et activités qui présentent le moins d'impacts environnementaux sont soumis au régime déclaratif. Dans ce cas, un dossier de déclaration doit être adressé au préfet du département ou des départements où ils doivent être réalisés. Si le dossier est complet, un récépissé de déclaration est remis en retour par la préfecture. Il est le plus souvent assorti d’une copie des prescriptions générales qui s'appliquent dans le but de réduire les impacts de l’installation, du projet.
La procédure de déclaration ne permet pas une consultation du public. Il peut toutefois être noté que le préfet a la possibilité de s’opposer à une opération soumise à déclaration dans un délai maximum de 2 mois. Les oppositions doivent être motivées et le demandeur qui se voit notifier une opposition peut se faire entendre devant le conseil départemental de l'environnement et des risques sanitaires et technologiques (CODERST).

### IOTA soumises à autorisation (A)
Sont soumis à autorisation de l'autorité administrative les installations, ouvrages, travaux et activités susceptibles de présenter des dangers pour la santé et la sécurité publique, de nuire au libre écoulement des eaux, de réduire la ressource en eau, d'accroître notablement le risque d'inondation, de porter gravement atteinte à la qualité ou à la diversité du milieu aquatique, notamment aux peuplements piscicoles (article L214-3).
La nomenclature des installations, ouvrages, travaux et activités visés figure au tableau annexé à Article R214-1 du code de l'environnement.[lire en ligne]
L'autorisation est accordée après enquête publique et, le cas échéant, pour une durée déterminée.

## Police des IOTA
Le code de l'environnement confère à l’État français des pouvoirs :
- d’autorisation ou de refus d’autorisation de fonctionnement d’une installation ;
- de réglementation (imposer le respect de certaines dispositions techniques) ;
- de contrôle ;
- de sanction.

Sous l’autorité du préfet de département, ces opérations sont confiées à la police de l'eau qui sont des agents assermentés.
À noter que la police de l'eau peut également intervenir pour le compte des Procureurs de la République sur des missions de police judiciaire vis-à-vis des IOTA.